# Scuderia Scribante
Scuderia Scribante var ett sydafrikanskt privat formel 1-stall som tävlade under 1960-talet och 1970-talet. Stallet deltog med en bil huvudsakligen i Sydafrikas Grand Prix.

## F1-säsonger
| Säsong | Tävlingsnamn                  | Bil          | Motor                    | Däck | Poäng | VM-plac. | Förare          |
| ------ | ----------------------------- | ------------ | ------------------------ | ---- | ----- | -------- | --------------- |
| 1962   | Neville Lederle               | Lotus 21     | Climax 1.5 L4            | D    | 0     | (2:a)    | Neville Lederle |
| 1965   | Scuderia Scribante            | Lotus 21     | Climax 1.5 L4            | -    | -     | (1:a)    | Neville Lederle |
| 1967   | Scuderia Scribante            | Brabham BT11 | Climax 2.8 L4            | -    | 0     | (11:a)   | Dave Charlton   |
| 1968   | Scuderia Scribante            | Brabham BT11 | Repco 3.0 V8             | -    | 0     | (8:a)    | Dave Charlton   |
| 1970   | Scuderia Scribante            | Lotus 49     | Ford Cosworth DFV 3.0 V8 | F    | 0     | (1:a)    | Dave Charlton   |
| 1972   | Scribante Lucky Strike Racing | Lotus 72D    | Ford Cosworth DFV 3.0 V8 | F    | 0     | (1:a)    | Dave Charlton   |
| 1973   | Scribante Lucky Strike Racing | Lotus 72D    | Ford Cosworth DFV 3.0 V8 | G    | 0     | (1:a)    | Dave Charlton   |
| 1974   | Scribante Lucky Strike Racing | McLaren M23  | Ford Cosworth DFV 3.0 V8 | G    | 0     | (1:a)    | Dave Charlton   |
| 1975   | Lucky Strike Racing           | McLaren M23  | Ford Cosworth DFV 3.0 V8 | G    | 0     | (3:a)    | Dave Charlton   |